# 玛丽特·比约根
玛丽特·比约根（挪威語：Marit Bjørgen；1980年3月21日—），挪威女子越野滑雪运动员。她在越野滑雪世界盃以106次冠軍排名第一。比约根在越野滑雪世界盃中獲得29次冠軍。她在2010年冬奧會獲得五面獎牌包含三面金牌，在2018年平昌冬奧會上，第五次參賽並且獲得第11、12、13、14、15面獎牌，成為冬季奧運歷史最多。

## 奧運會成绩
- 8面金牌、4面銀牌、3面銅牌。

## 外部連結
- Marit Bjoergen在國際滑雪聯合會的资料
- ESPN （页面存档备份，存于）
- fasterskier